# Akseki
Akseki è un comune della provincia di Adalia, in Turchia, ad ovest della catena montuosa dei Tauri. 
Per via delle sue architetture particolari, il paese è stato inserito nell'Associazione europea delle città e regioni storiche. Fa parte del comune anche il villaggio di Sarıhaliller.
Il paese vanta un'economia che si basa sul commercio di bestiame e delle mandorle.